# Pennsylvania Hall
Pennsylvania Hall was het verenigingsgebouw van de abolitionistische Pennsylvania Anti-Slavery Society in het Amerikaanse Philadelphia. Vier dagen na de opening van het gebouw brandde het pand af door brandstichting.

## Voorgeschiedenis
In 1837 kwam een groep van abolitionisten uit Philadelphia met het plan om een pand te bouwen om eigen ruimte hadden waar ze hun lezingen konden houden. Daarnaast zou het nieuwe gebouw ook kantoorruimtes krijgen. Om de bouwkosten van 40.000 dollar bij elkaar te krijgen verkocht de raad van bestuur tweeduizend aandelen voor 20 dollar. Niet alleen anti-slavernijverenigingen konden hier dingen organiseren, maar ook andere partijen konden de ruimtes huren voor eigen gebruik. De Amerikaanse quaker Daniel Neall Jr. noemde Pennsylvania Hall dan ook "the second Temple of Free Discussion".

## Brand
Op 14 mei 1838 werd Pennsylvania Hall geopend. Bij de opening waren diverse abolitionisten uit het noordoosten van de Verenigde Staten uitgenodigd om aanwezig te zijn bij een programma dat enkele dagen zou duren. Al kort na de openingsdag verschenen in de stad diverse plakkaten die gericht waren tegen de Hall. Twee dagen na de opening, op 16 mei, werden de eerste ruiten van het gebouw al ingeslagen. Op advies van de burgemeester lastte de bestuursraad de geplande evenementen af en gaf hem met enige tegenzin de sleutels van het gebouw.
De burgemeester kwam op de avond van 17 mei naar het gebouw om de anti-abolitionistische menigte toe te spreken die zich rond het gebouw had verzameld. Hij vertelde hen dat de bijeenkomsten in het gebouw waren afgelast en drong er bij de menigte op aan om naar huis te gaan. Nadat de burgemeester de plek had verlaten brak de menigte door de deur van Pennsylvania Hall en zette het gebouw in vlammen.
Zo'n 12.000 tot 15.000 mensen waren getuige van de brand, maar slechts een kleine groep van hen waren tot handelen overgegaan. Niemand werd ooit berecht voor zijn rol bij de brand. De brandweer kwam tijdens de brand ook ter plaatse en probeerde te voorkomen dat de brand oversloeg naar naastgelegen gebouwen. Ze ondernamen geen pogingen om de brand van Pennsylvania Hall te blussen. Aan het einde van de avond was er van het gebouw niet veel meer over dan puin.

## Nalatenschap

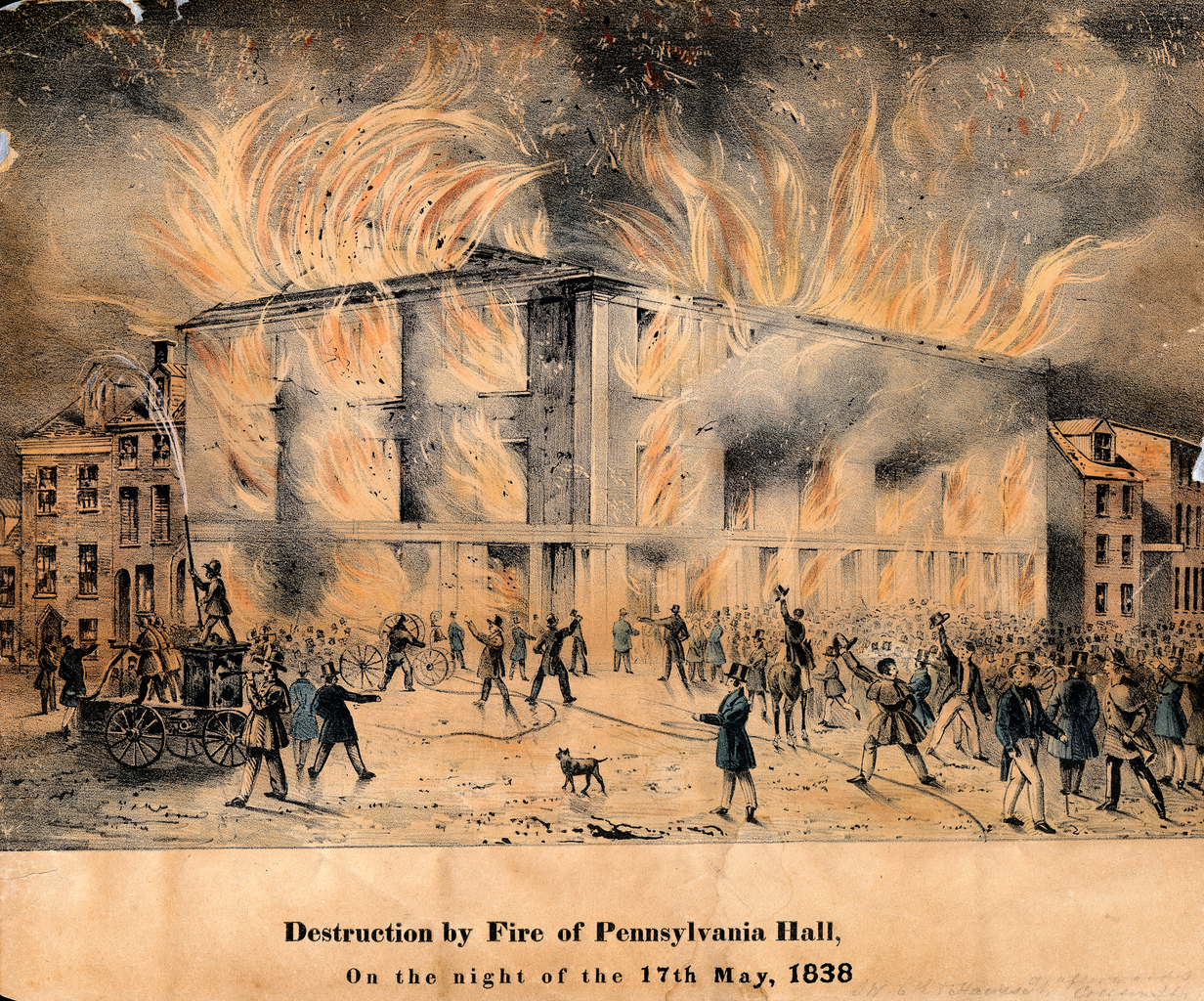
Gravure van de brand met de brandweermannen die alleen aandacht hebben voor de omringende gebouwen

De brand van Pennsylvania Hall markeerde het hoogtepunt van het anti-abolitionistische sentiment in Philadelphia. De lokale media veroordeelden de brand scherp. Het sentiment tegen de abolitionisten zou in de jaren 1840-1850 in Pennsylvania nog wel aanhouden. De raad van bestuur van Pennsylvania Hall klaagde de county aan en pas in 1847 stelde de hoge raad van Pennsylvania hen in het gelijk waardoor ze een schadevergoeding kregen van $27.942,27.
In 1992 werd ter nagedachtenis aan de brand een gedenkbord geplaatst op de plek waar eens Pennsylvania Hall had gestaan.